# جولي أرنولد
جولي أرنولد (بالفرنسية: Julie Arnold )‏ (و. 1955 – م) هي ممثلة، من فرنسا.

## وصلات خارجية
- جولي أرنولد على موقع IMDb (الإنجليزية)
- جولي أرنولد على موقع ألو سيني (الفرنسية)
- جولي أرنولد على موقع قاعدة بيانات الفيلم (الإنجليزية)
- جولي أرنولد على موقع كينوبويسك (الروسية)